# Abel (Dänemark)

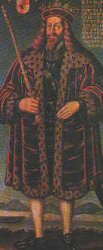
Abel

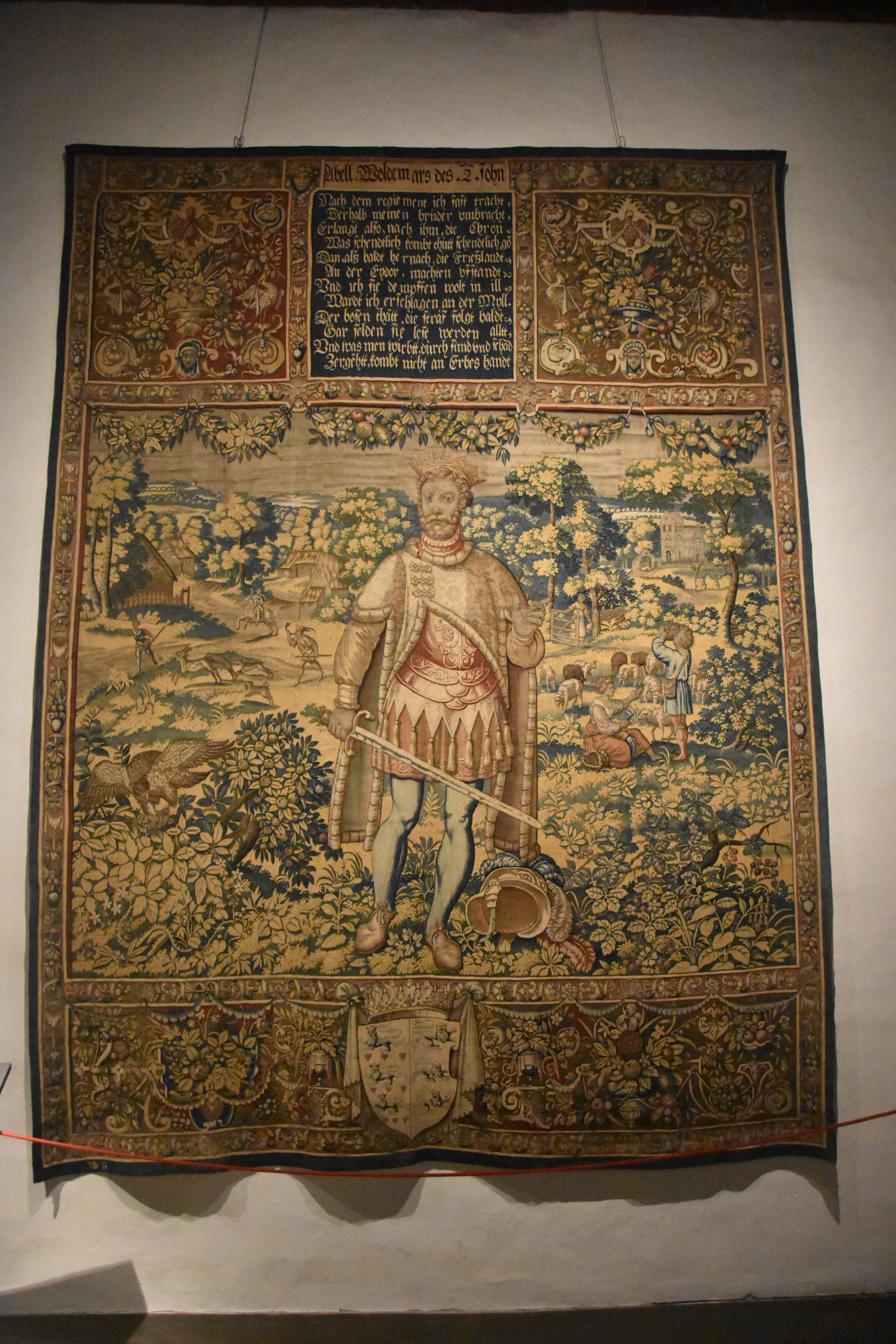
Abel auf einem Wandtepich im Schloss Kronborg in Helsingør. Die Überschrift gibt einen kurzen Lebenslauf wieder.

Abel (* 1218; † 29. Juni 1252 bei Oldenswort) war Herzog von Schleswig (1232–1252) und König von Dänemark (1250–1252).

## Leben
Abel war der dritte von vier ehelichen Söhnen des Königs Waldemar II. von Dänemark aus dem Haus Estridsson und der zweite Sohn von dessen zweiter Frau Berengaria von Portugal. Er folgte ab 1232 als Herzog von Schleswig dem älteren Bruder Erik, der als Erik IV. Mitkönig des Vaters wurde. Als sein Bruder nach dem Tod des Vaters am 28. März 1241 alleiniger König wurde, kämpfte Abel gegen ihn um den dänischen Thron.
In diesem Bruderkrieg zerstörten Truppen des Königs 1248 mehrere schleswigsche Handelsplätze, darunter auch Flensburg. 1250 bat Abel König Erik IV., vorgeblich zu Versöhnungsgesprächen, in seine Residenzstadt Schleswig. Im Fährort Missunde ließ er den König, angeblich auf einem Boot, ermorden und die Leiche in der Schlei versenken. Um dieses blutige Ereignis ranken sich zahlreiche Legenden. Abel bestieg am 1. November 1250 selbst den Königsthron, nachdem er 24 Ritter gefunden hatte, die auf dem Thing in Viborg seine Unschuld beschworen (doppelter Zwölfer-Eid). Er fiel am 29. Juni 1252 in der Schlacht von Oldenswort gegen die Friesen, von denen er höhere Abgaben verlangt hatte. Nach einer Legende spukte sein Geist in der Domkirche von Schleswig, weshalb man den Körper exhumierte und bei Gottorf in ein Sumpfloch warf, nachdem zur Sicherheit noch ein Pfahl durch die Brust getrieben ward.

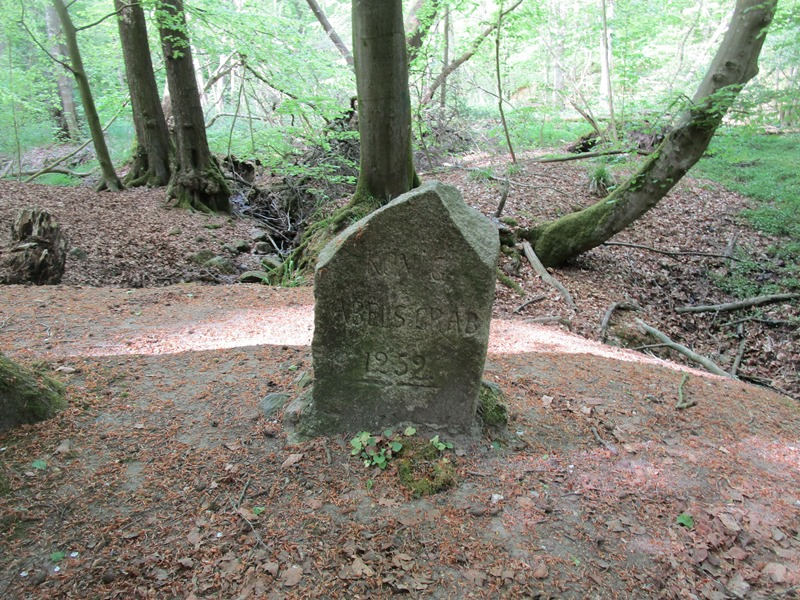
Gedenkstein mit Angabe von Abels Todesjahr im Schleswiger Tiergarten

Nach seinem Tod 1252 folgte ihm als König nicht sein ältester Sohn Waldemar nach, weil dieser seit 1250 in Köln gefangen saß. Statt seiner wählten die dänischen Stände Abels jüngsten Bruder Christoph I. zum König. Waldemar wurde schließlich von den Grafen von Holstein, den Brüdern seiner Mutter, ausgelöst; diese beanspruchten für ihn das Herzogtum Schleswig und kamen mit Truppen nach Sønderjylland. Da Christoph I. auch in Auseinandersetzungen mit den Bischöfen verwickelt war, fand er sich bereit, Waldemar das Herzogtum Schleswig zu überlassen. Abels Nachkommen regierten das Herzogtum bis zum Aussterben des Mannesstammes der „Abels-Linie“ 1375, Christophs Nachfahren hingegen stellten die dänischen Könige bis zum Erlöschen der Dynastie Estridsson 1412. Abels Grabstein befindet sich im Waldgebiet Tiergarten in der Nähe des Barockgartens von Schloss Gottorf.

## Genealogie
1237 heirateten Abel und Mechthild von Holstein, Tochter des Grafen Adolf IV. von Schauenburg und Holstein. Der Ehe entstammten vier Kinder:
- Waldemar III. (* 1238; † 1257), Herzog von Schleswig 1252–1257
- Sophie (* 1240; † nach 1284) ⚭ Bernhard I. (Anhalt-Bernburg) († 1286/87), Fürst von Anhalt-Bernburg
- Erich I. († 1272), Herzog von Schleswig 1260–1272 ⚭ Margarethe von Rügen
- Abel (* 1252; † 1279), Herr von Langeland 1261–79 ⚭ Mechthilde von Schwerin.

In zweiter Ehe war Mechthild von Holstein mit Birger Jarl von Schweden verheiratet.